# Sławki
Sławki est une localité polonaise de la gmina rurale de Somonino située dans le  powiat de Kartuzy en voïvodie de Poméranie. Elle se trouve à environ 7 km au sud de Kartuzy et 30 km à l'ouest de la capitale régionale Gdańsk.

## Géographie

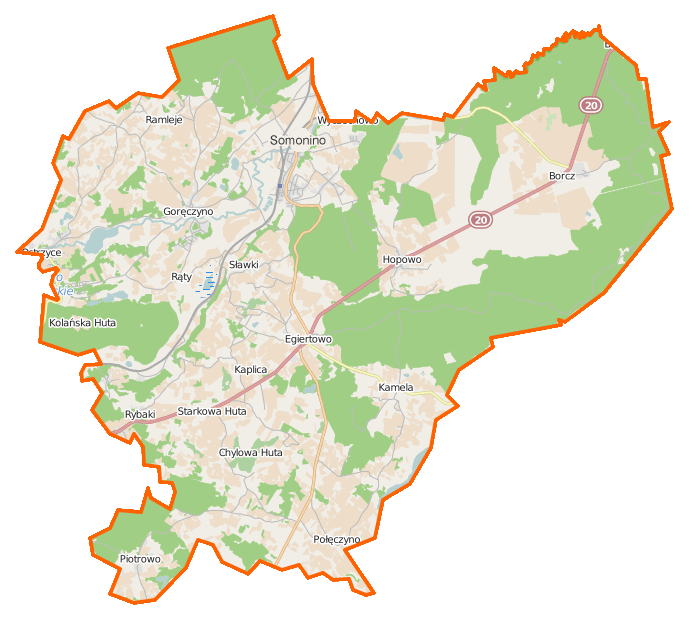
Carte de la gmina de Somonino.